# 桑名市立陵成中学校
桑名市立陵成中学校（くわなしりつりょうせいちゅうがっこう）は、三重県桑名市にある公立中学校。通称は「陵成中」。

## 概要
- 大山田東小学校、大山田南小学校、藤が丘小学校の三つの小学校校区から通う。
- 全学年6クラスで生徒数は1クラスにつき40人前後。
- 『AIP』A：Advance（進歩・前進）、I：Independence（独立・自立）、P：Personality（個性）という陵成中学校独自の考え方があり、それに基づいた様々な活動を行っている。
- これまで2学期制だったのが、2016年度から3学期制に変更された。
- 大規模校として、校長、教頭以外に、主幹教諭、指導教諭が配属されていたが、今は指導教諭のみが配属されている。令和三年度教頭が、新規昇任のため、そのフォローのために、再び主幹教諭が配属された。

## 活動方針
- 「生徒一人ひとりが校則や規則というよりも、時・場所・場合を意識して、自分たちで考え、自分たちで判断し、自分たちで行動する」というAIP精神をもとにしている。

## 課外活動
- 1年生では、自然体験学習を行う。
- 2年生では、主に桑名市内の事業所において職場体験を実施する。
  - また名古屋分散学習も行い、その後ポスターセッションを実施する。3年生の東京分散学習の予行演習としてでもある。
- 3年生では、修学旅行を行う。行先は東京都方面で、生徒が中心となって企画をしていく。

## 部活動

### 文化部
- 吹奏楽部
- 美術部
- 科学部

### 運動部
- 陸上部
- 野球部
- サッカー部
- ソフトボール部(女子のみ)
- 男子バスケットボール部
- 女子バスケットボール部
- バレーボール部(女子のみ)
- 卓球部（男子のみ）
- 男子ソフトテニス部
- 女子ソフトテニス部
- 剣道部
- 水泳部